# Fonollassa groga

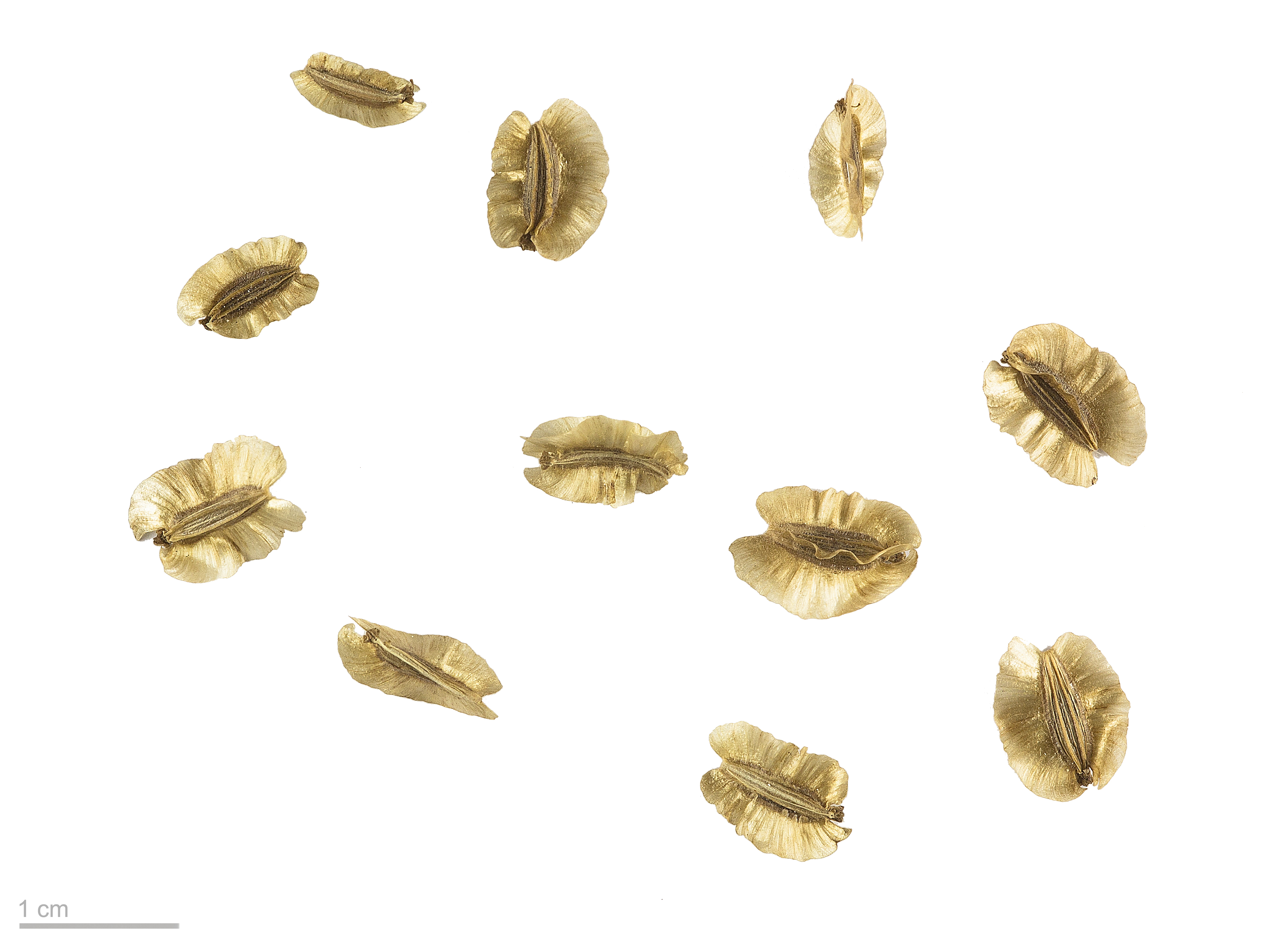
Fruits

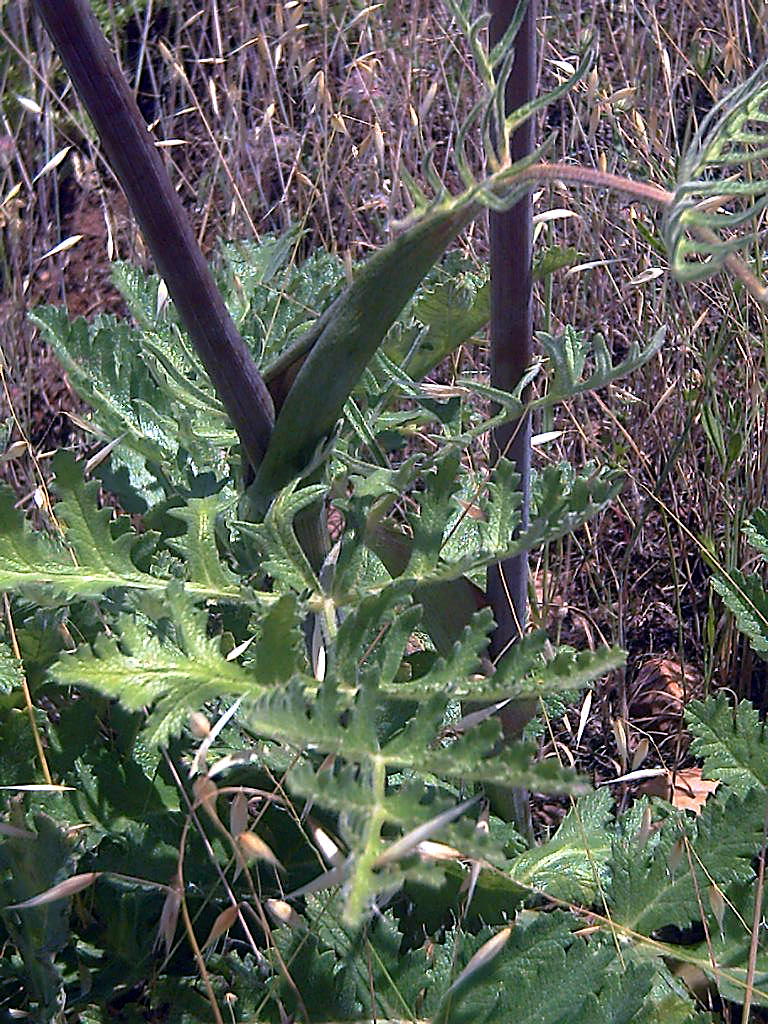
Tija de la inflorescència, bràctees i fulles basals

La fonollassa groga o tàpsia comuna (Thapsia villosa) és una espècie de planta de flors de la família de les apiàcies, que es distribueix per Àfrica i Europa. Se la pot trobar en boscos poc espessos, camins i en matolls de degradació a la península ibèrica, França, nord d'Àfrica i a la zona occidental del Mediterrani.

## Descripció
Herba perenne, de fins a 1 m d'alçada amb tija glabre, ramosa a la part superior, amb restes fibroses de fulles velles a la base. Fulles basals de 2 a 3 pinnatisectes molt dividides, velloses per ambdues cares; les caulinars, 2 pinnatisectes o reduïdes a la beina. La seva arrel napiforme expulsa, en ser tallada, un làtex de color blanc.
Floreix a la primavera i estiu amb una inflorescència en umbel·la composta, amb forma esfèrica. La umbel·la central és gran i posseeix de 12 a 25 radis, sent les laterals més petites i, sovint, estèrils. Les flors són grogues, actinomorfes, hermafrodites, epígines. Corol·la amb 5 pètals. Androceu amb 5 estams. Ovari ínfer, bicarpelar, amb dos estils. El fruit és esquizocàrpic, de 10 a 15 mm, amb costelles laterals; l'ala és una expansió laminar del fruit que està relacionada amb el mecanisme de dispersió d'aquest. Després de fructificar la planta s'asseca, i perd la part aèria, quedant latent per a la temporada de pluges, apareixent noves fulles a la tardor, per a donar lloc a un nou cicle.

## Usos
La planta té propietats purgants, emètiques, encara que aquesta aplicació no és aconsellable i resulta bastant perillós prendre aquesta planta com a remei casolà sense consultar prèviament a un metge. L'arrel és un purgant molt fort (tòxica), i per això no és convenient usar-la. En algunes zones s'ha utilitzat també per a impregnar les aigües i pescar fraudulentament, atabalant els peixos per capturar-los amb facilitat.
L'escorça de l'arrel, infosa en oli, s'aplica per a combatre el reumatisme i sol utilitzar-se en forma de cataplasma, per aplicar directament a la zona afectada pel dolor. A la província de Salamanca s'utilitza per a reparar les esquerdes de les peülles de les cavalleries.